# Hof ten Berge (Beigem)

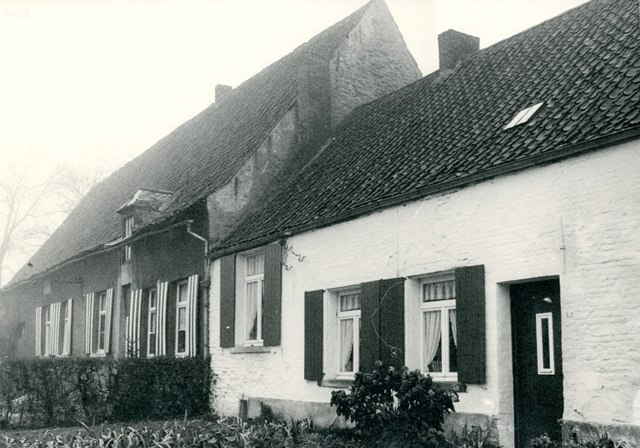
Hof ten Berge in 1971

Het Hof ten Berge of Duifhuis is een gesloten hoeve in Beigem (deelgemeente van de Vlaams-Brabantse gemeente Grimbergen). Het huidig gebouw gaat terug tot de 17e en 18e eeuw, maar de geschiedenis van de hoeve gaat terug tot de 12e eeuw. Het was toen het belangrijkste achterleen van het Hof ten Doorne.